# Sitio de El Obeid (1882-1883)
El Sitio de El Obeid (1882-1883) fue un enfrentamiento militar librado en los comienzos de la Guerra mahdista. 
Tras el estallido de su rebelión en agosto de 1881, Muhammad Ahmad, el autoproclamado Mahdi, derrotó dos veces a las fuerzas egipcias que intentaron someterlo. En octubre aniquiló una columna de 1.200 soldados al mando de Rashid Bey fue aniquilada por 8.000 derviches camino a Khur Maraj; posteriormente, en la noche del 28 de mayo de 1882, mientras otra tropa egipcia dormitaba en su zareba, 15.000 derviches sudaneses les atacaron por sorpresa.
Tras estos éxitos, decidió asegurar su posición tomando El Obeid, rica capital del Kordofán. El 1 de septiembre de 1882 el Mahdi llegó con un poderoso ejército de 5.000 jinetes y 50.680 infantes, y envió emisarios exigiendo la rendición de la guarnición, 6.000 soldados al mando de Mohammed Sayyid. Al ser rechazados sus términos, se decidió a tomar la ciudad por asalto, pero fue rechazado por una enérgica defensa de los regulares egipcios armados con fusiles Remington, sufriendo fuertes bajas. Comenzó el asedio, que duraría hasta la capitulación de Sayyid el 17 de enero de 1883. El Mahdi ordenó ejecutar a todos los oficiales de alto rango y sumó a los soldados sobrevivientes a sus fuerzas. 
Clave para la victoria derviche fue el abandono de sus antiguos edictos que les impedían el uso de armas de fuego, solo espadas y lanzas. Rápidamente la rebelión creció, para el otoño de 1883 solo las tribus de las costas del mar Rojo seguían apoyando al régimen colonial, todo el oeste del país estaba fuertemente unido bajo su mando. Todas las guarniciones egipcias habían caído o estaban aisladas. Esto motivaría el envío de la expedición del general Williams "Pasha" Hicks para recomponer la situación. La fuerza incluía 7.000 jinetes regulares, otros 500 sin entrenamiento, 400 basi-bozuk montados, 100 coraceros encadenados, 4 cañones Krupp, 10 cañones de montaña, 6 ametralladoras Nordenfelt, 5.500 camellos y 500 caballos extras. Hicks trató de tomar el principal núcleo rebelde, El Obeid, entre los días 3 y 5 de noviembre, acabando muerto y su ejército aniquilado. Los derviches capturaron 5 cañones de montaña y 14.000 fusiles Remington.
Poco después comenzaría el asedio de Jartum. Para cuando murió, el 22 de junio de 1885, posiblemente de tifus o viruela, el Mahdi había derrotado cada fuerza angloegipcia que lo había enfrentado y gobernaba sin oposición Sudán.